# Kaponiere
En kaponiere er et nærforsvarselement i et fæstningsværk. Fra kaponieren kan der skydes på langs ad en våd eller tør grav omkring fæstningsanlægget - dvs. at der skydes vinkelret på en eventuel angriber.
Navnet betyder egentlig 'bur til kapuner' (en kastreret hane).

## Eksempler
Kaponiere var almindelige på mange fæstninger opført i 170-tallet og 1900-tallet, og på næsten alle victorianske forter på Malta, Palmerston Forter i Storbritannien, Lissabons befæstning i Portugal, samt flere fæstninger i Norden.
Bevarede kaponiere tæller:
Europa
- Vestvolden, Danmark, her er bygget enkelt- og dobbeltkaponierer[5]
- Ordrup Krat Batteri i Københavns befæstning[6].
- Suomenlinna, Finland
- Den middelalderlige bydel i Rhodos, Grækenland
- Camden Fort Meagher, Crosshaven, Cork Harbour, Irland
- Fort Thüngen, Luxembourg
- Birgu, Malta[4]
- Fort Manoel, Malta[4]
- Fort Ricasoli, Malta
- Coalhouse Fort, Essex, England
- Craignethan Castle, Skotland, har et eksempel fra 1500-tallet
- Freshwater Redoubt, Isle of Wight, England
- Hurst Castle, Lymington, England
- Southsea Castle, Portsea Island, Hampshire, England
- Newhaven Fort, East Sussex, England
- Poznań Fæstning, Poland
- Boden fästning, Sverige[4]
- Brester Festung, Tyskland
- Zitadelle Spandau, Berlin, Tyskland
- Zitadelle Petersberg, Erfurt, Tyskland
- Kiev Fæstning, Ukraine
- Sevastopol Ukraine

Asien
- Eluanbi Fyr på det sydlige Taiwan

Nordamerika
- Fort Wellington, Prescott, Ontario, Canada
- York Redoubt og Fort Charlotte, Halifax, Canada
- Fort Hamilton, New York City, USA
- Fort McClary, Kittery Point, Maine, USA
- Fort Washington, Maryland, USA

Oceanien
- Fort Glanville Conservation Park, Adelaide, South Australia

## Galleri
- Kaponiere , Fort Napoleon, Ostend, Belgien
- Kaponiere mellem citadelmuren og Ravelin Anselm, Zittadelle Petersberg, Tyskland
- Kaponiere, Fort San Lucian Malta
- Kaponiere, Fort Tas-Silġ Malta
- Kaponiere, Fort Tas-Silġ Malta
- Kaponiere, Brest Fæstning Hviderusland
- Kaponiere. Wawel Polen
- Kaponiere, Scraesdon Fort, Cornwall, Storbritannien
- Kaponiere, Fort Prinz Karl nær Großmehring, Tyskland